# Squier

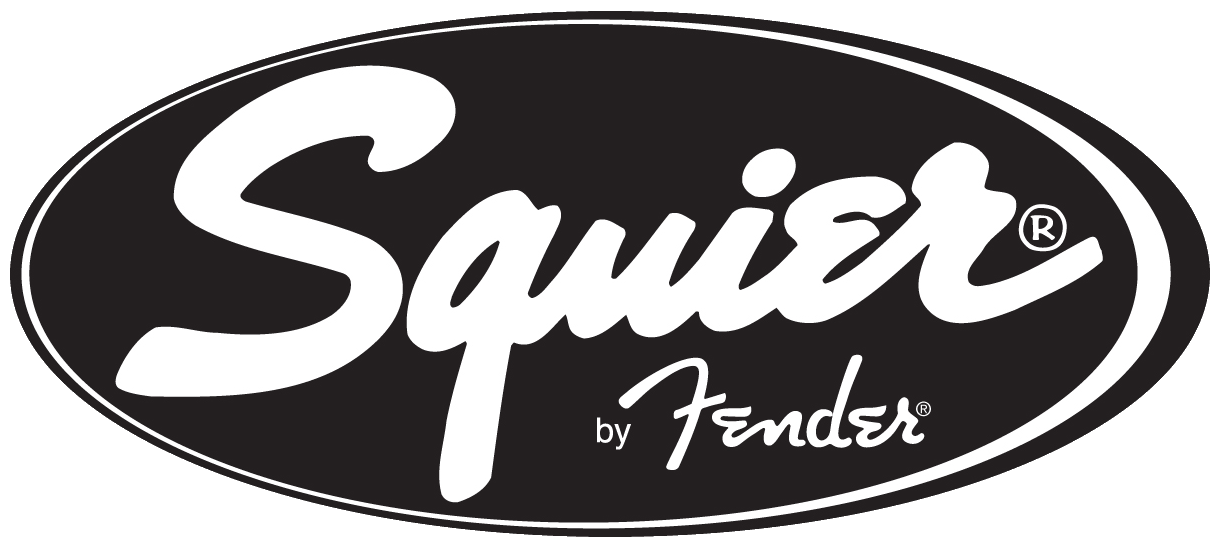

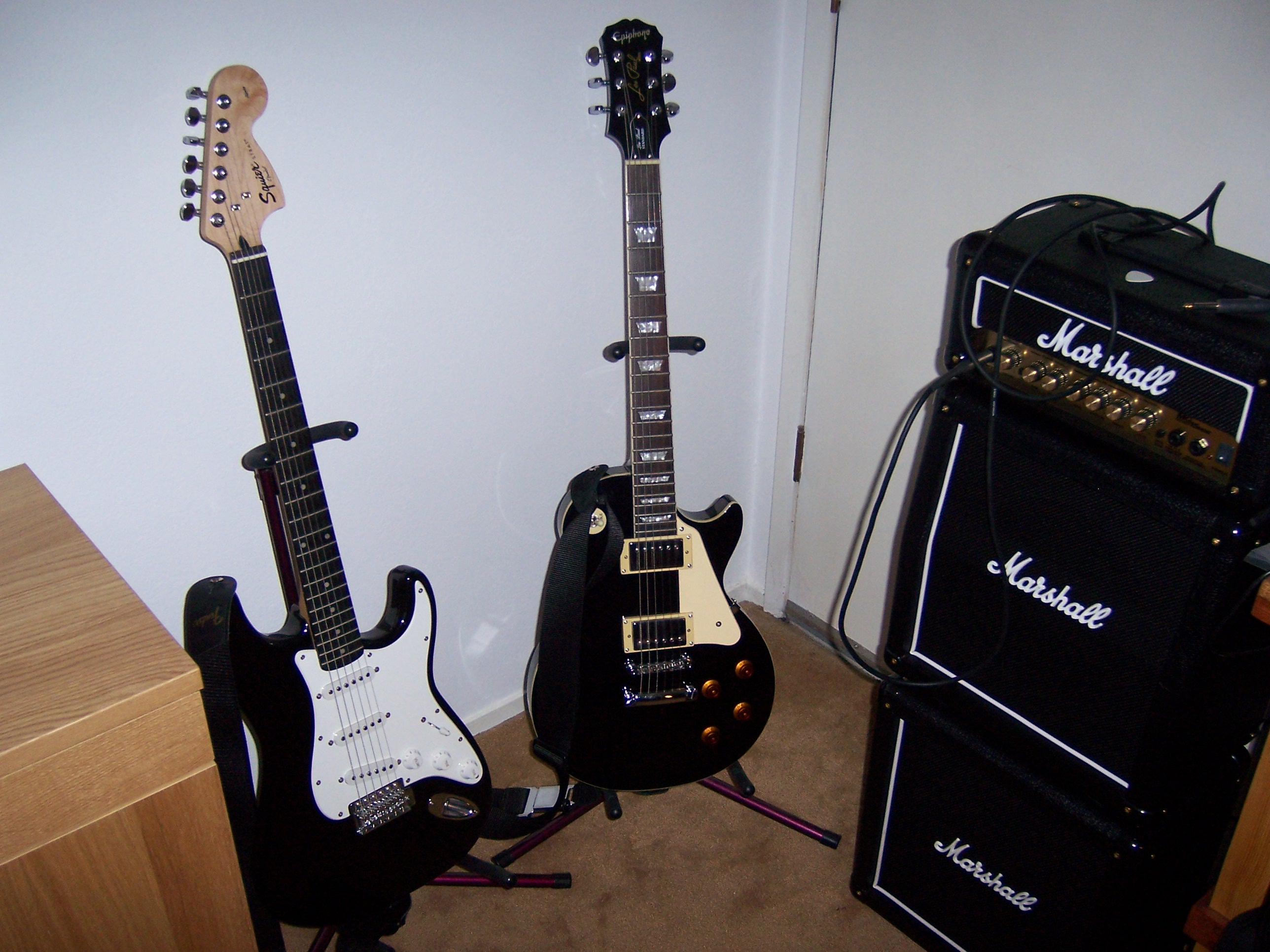
Squier Stratocaster (ліворуч) та Epiphone Les Paul (праворуч)

Squier, Скваєр — американський виробник гітар, що належить корпорації Fender. Виробляє недорогі якісні гітари Фендера.
Віктор Керолл Скваєр повернувся з Бостону, де займався виготовленням віолончелей разом з батьком, у Батл-Граунд (Мічиган) й відкрив у 1890 році майстерню віолончелей. З 1900 року майстерня Скваєра почала виробляти високоякісні струни для віолончелей, що досі вироблялися тільки у Європі. Також виготовлялися струни для банджо й гітар. У 1930-ті роки Скваєр почав виготовляти струни для електричних інструментів. До 1961 року Скваєр виготовляв також піаніно, радіоли й пластинки, поки не перейшли винятково на струнні вироби. З 1950-их років Скваєр постачав струни для електрогітар Фендера. 1965 року Скваєр був придбаний Фендером. У середині 1970-их років виготовлення виробів під маркою Скваєра зупинилося, й струни випускалися під ім'ям Фендер.
1982 року марка Скваєр була відновлена для гітар Фендера, що виготовлялися у Японії й експортувалися у Європу й США. У 1980-і роки виробництво гітар у Японії було дешевшим, ніж у США, при збереженні високій якості.
З часом виробництво Скваєрів перейшло у Корею, Китай, Індонезію та Мексику.